# Tympanella
Tympanella — рід грибів родини больбітієві (Bolbitiaceae). Назва вперше опублікована 1971 року.

## Поширення
Ендемік Нової Зеландії. Зростає на землі у смітті (іноді на гнилій деревині) в лісах.

## Класифікація
До роду Tympanella відносять 1 вид:
- Tympanella galanthina